# Drăgășani

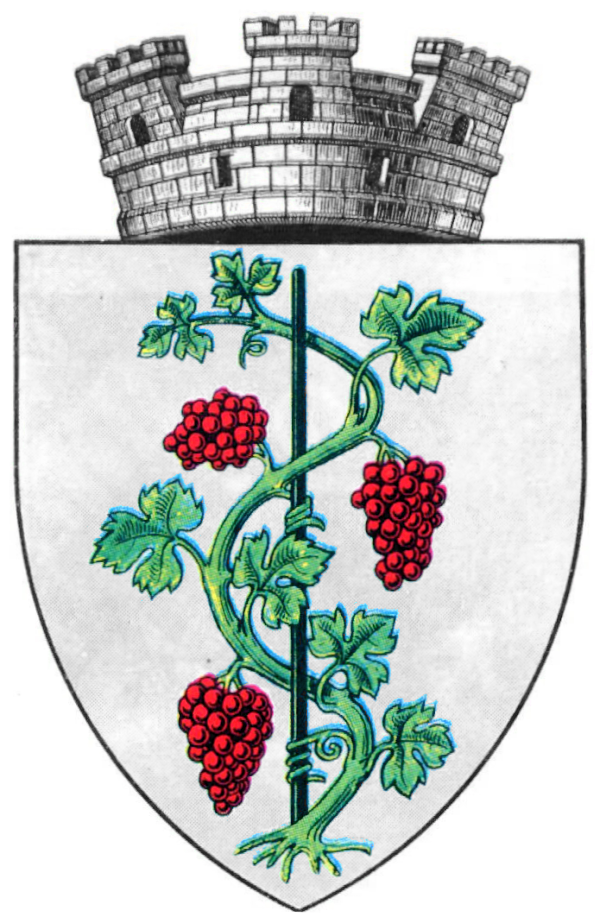
A város régi címere

Drăgășani municípium Valcsa megyében, Olténiában, Romániában.

## Földrajz
A város a megye déli részén helyezkedik el, az Olt folyó jobb partján, 53-km-re a megyeszékhelytől Râmnicu Vâlceától. A Géta-fennsíkon elhelyezkedő municípiumhoz tartoznak még: Zlătărei, Zărneni és Valea Caselor falvak. Az Olt folyón kívül, a város területén folyik keresztül a Peșceana patak.

## Történelem
A település első írásos említése 1535-ből való.
Hipszilanti vezette szövetséges csapatok a város területén ütköztek meg a törökökkel 1821 június 19-én, a csatát a törökök nyerték, a görög származású vezér, Hipszilanti, osztrák területre menekült.
A második világháború során német megszállás alatt állt.
1968-ig Argeș megye része volt.
1995-ben municípiumi rangot kapott.

## Gazdaság
A város környéke kitűnő szőlőtermő vidék, ami a város mezőgazdaságának meghatározó ágazata. A tudatosan és jól tervezetten végzett minőségi borkészítés eredményeként az itt készített nedű nemzetközi elismerésekben részesült. Budapesti, bukaresti, erfurti, ljubljanai, montpellieri, pozsonyi, szófiai és tbiliszi versenyeken kaptak aranyérmet az itt készült borok.

## Lakosság
Drăgășani lakosságának etnikai megoszlása:
- Románok:  20,571 (98,90%)
- Romák:  199 (0,95%)
- Magyarok:  6 (0,02%)
- Németek:  6 (0,02%)
- Olaszok:  2 (0,0%)
- Ukránok:  1 (0,0%)
- Lipovárok:  1 (0,0%)
- Lengyelek:  1 (0,0%)
- Más:  11 (0,05%)

## Hírességek
- Gib Mihăescu (1894–1935) - író

- Mugur Isărescu (1949–) - közgazdász, a Román Nemzeti Bank elnöke, Románia miniszterelnöke 1999. decemberétől 2000. novemberéig.